# Diocèse de Texcoco
Le diocèse de Texcoco (en latin : Dioecesis Texcocensis ; en espagnol : Diócesis de Texcoco) est un diocèse de l'Église catholique du Mexique, suffragant de l'archidiocèse de Tlalnepantla.

## Territoire

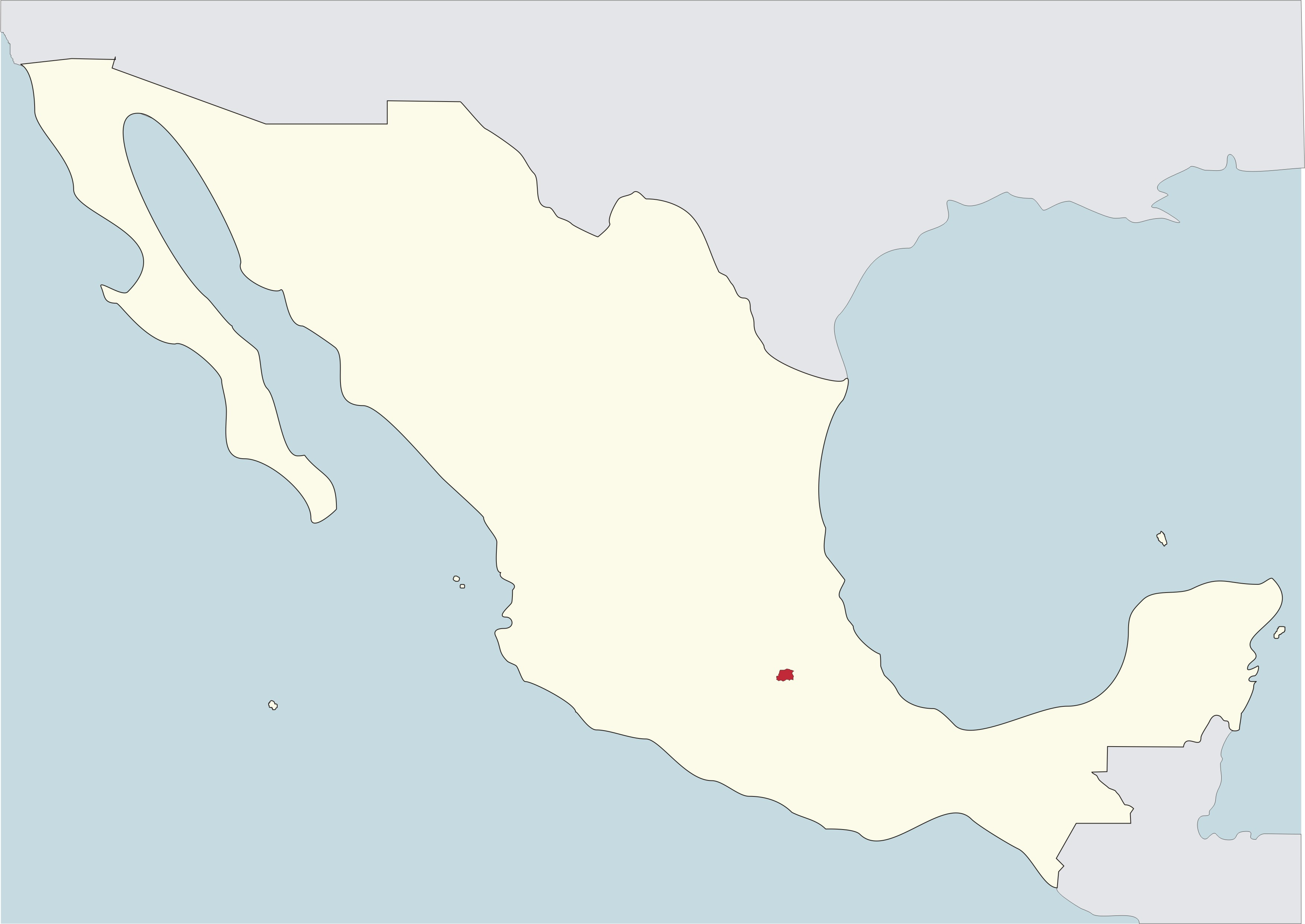
Diocèse de Texcoco en rouge sur la carte du Mexique

Il comprend les municipalités d'Acolman, Atenco, Chiautla, Chicoloapan, Chiconcuac de Juárez, Chimalhuacán, Papalotla, Tepetlaoxtoc, Texcoco et Tezoyuca de l'État de Mexico.
Son territoire possède un territoire d'une superficie de 1 131 km2 divisé en 60 paroisses. Le siège épiscopal est dans la ville de Texcoco où se trouve la cathédrale de l'Immaculée Conception (es).

## Historique
Le diocèse est érigé le 30 avril 1960 par la constitution apostolique Caelestis civitas du pape Jean XXIII en prenant une partie du territoire de l'archidiocèse de Mexico.
Par la lettre apostolique Laudabilis dignaque du 2 juillet 1964, le pape Paul VI proclame que la Vierge Marie, vénérée sous le vocable de l'Immaculée Conception, est la patronne principale du diocèse avec saint Joseph et l'archange saint Michel comme patrons secondaires.
Il cède une partie de son territoire le 13 janvier 1964 pour le diocèse de Tlalnepantla (aujourd'hui archidiocèse)et le 5 février 1979 pour les diocèses de Cuautitlánet de Nezahualcóyotl.
Nommé suffragant de l'archidiocèse de Mexico lors de sa création, il intègre la province ecclésiastique de l'archidiocèse de Tlalnepantla le 17 juin 1989 par la constitution apostolique Quoniam ut plane du pape Jean-Paul II.
Il cède une autre portion de territoire le 28 juin 1995 pour le diocèse d'Ecatepecet le 3 décembre 2008 pour le diocèse de Teotihuacán.

## Évêques
- Francisco Ferreira Arreola (1er août 1960 - 13 décembre 1977)
- Magín Camerino Torreblanca Reyes (18 avril 1978 - 28 mai 1997)
- Carlos Aguiar Retes (28 mai 1997 - 5 février 2009), nommé archevêque de Tlalnepantla
- Juan Manuel Mancilla Sánchez depuis le 18 juin 2009